# Miraleria cymothoe
Miraleria cymothoe is een vlinder uit de familie Nymphalidae. De wetenschappelijke naam van de soort is voor het eerst geldig gepubliceerd in 1854 door William Chapman Hewitson.